# 失认症
失认症（英語：Agnosia）是指由大脑受损而导致的认知障碍。患者在意识正常、无感觉障碍的情况下，对传入的感觉刺激缺乏认识能力，包括物体失认、相貌失认、听觉失认等。須注意的是，此種辨識障礙並非因感覺缺失（如視野缺損，半側無知覺）、智力退化、意識或注意力的異常，對該物體不熟悉而引起。而失認症通常只會在某項感覺模式缺損，因此無法透過一種感覺途徑（如視覺）辨識出的物體，可以透過另一種感覺途徑（如觸覺）來辨識。

## 类型
- 运动失认（英语：Akinetopsia）[3]
- 异位性视觉失认（Allotopagnosia）
- 病感失认（英语：Anosognosia）
- 统觉性视觉失认（英语：Apperceptive agnosia）[4]
- 联想性视觉失认（英语：Associative visual agnosia）
- 立体觉失认（英语：Astereognosis）
- 听觉失认（英语：Auditory agnosia）[5]
- 言语失认（英语：Auditory verbal agnosia）
- 自体失认（英语：Autotopagnosia）
- 皮质性色盲（英语：Cerebral achromatopsia）[6][7]
- 皮性质聋（英语：Cortical deafness）
- 环境失认（Environmental agnosia）[8]
- 手指失认（英语：Finger agnosia）
- 形状失认（Form agnosia）
- 異視症（英语：Heterotopagnosia）
- 联合性失认（英语：Integrative agnosia）
- 痛觉失认（Pain agnosia）
- 噪音失认（英语：Phonagnosia）[9]
- 相貌失認
- 纯失读（英语：Pure alexia）[8]
- 语义失认（Semantic agnosia）[10]
- 社会情绪失认（英语：Social-emotional agnosia）
- 画片中动作失认（英语：Simultanagnosia）[11]
- 触觉失认（英语：Astereognosis）[12]
- 發展性地形迷失[13]
- 视空间认知障碍（英语：Visuospatial dysgnosia）
- 视觉失认（英语：Visual agnosia）[14]

## 外部連結
- Types and brain areas
- Total Recall: Memory Requires More than the Sum of Its Parts Scientific American (accessdate 2007-06-05)